# Air Albania
Air Albania er Albaniens nationale flyselskab. Det blev grundlagt i 2018 og har hovedkvarter ved Tirana International Airport.